# 日本二十钱硬币
二十钱硬币（日语：二十銭硬貨），或称二十钱银币（日语：二十銭銀貨），是日本明治年间发行的一种银质辅助货币，面额为“二十钱”，每五枚价值一日元。该币最早制造于明治三年（1870年），至明治四十四年（1911年）停铸，昭和二十八年（1953年）退出流通。

## 历史
明治元年（1868年），日本决定按照欧美的货币样式铸行新货币，并将货币单位由本来的两和文改变为圆、钱和厘。但直到明治二年（1869年），发行的仍是旧样式的货币。明治四年（1871年），日本颁布《新货条例》，正式确定新币的样式。最早的二十钱硬币为旭日龙二十钱银币，币面年号有“明治三年”和“明治四年”两种，但均发行于明治四年（1871年）。该币的币面设计内容与一日圆的相同，除面额文字外，其他均可在缩放后一一对应，该币直径七分七厘（23.333mm），重一钱三分三釐一毛七（5.00g），材质为银80%、铜20%。该币正面以珠点圆环分为内外两层，内层为龙的图案，龙首朝左，龙口张口作阿形，外圈文字全部朝向钱币中心，顺时针为“大日本·明治三年·二十錢”（纪年或为“明治四年”）；背面也以珠点圆环分为内外两层，内层为旭日图案，外圈上方为菊花紋章，菊花两侧各有一个桐纹，下方为蔓草图案，左邊圖案為泡桐的枝葉及花，右邊圖案為菊花的枝葉及花。
明治五年（1872年）十一月，日本太政官颁布太政官布告修正《新货条例》，将二十钱银币的尺寸改为七分四釐（22.424mm），重量改为一钱四分三釐五毛二（5.39g）。明治六年（1873年）二月，再次颁布太政官布告修正《新货条例》，修改二十钱等银币的币样。新版的“龙二十钱银币”开始发行，该版式币材未变，正面与旭日龙二十钱银币相似，仅下方的面额改为顺时针书写的英文“20 SEN”，年份有“明治六年”至“明治三十九年”多个种类；背面则中央为面额“二十錢”，上方為菊紋，下方為蔓草。重量的变化据称是因为每1日元辅币中含银量低于一日元银圆的，不被民众接受，而不得不提高重量。明治三十年（1897年）三月，日本颁布《货币法》，取代此前的《货币条例》（《新货条例》在明治八年改名），二十钱银币重量被定为一钱四分三厘七毛七（5.40g）。
由于银价上涨，明治三十九年（1906年）三月，颁布《货币法》修正案，二十钱银币重量减重为一钱零分八厘（4.05g）。同年发行新版二十钱银币，正面中央的龙图改为旭日图案，珠点圆环改为樱花圆环，明治四十四年（1911年）停铸。大正七年（1918年）五月，《货币法》再次修正，二十钱银币成色改为银72%，铜28%，重量再次减重为八分（3.00g），但因银价持续上涨，事实上并未发行。1953年，日本政府颁布《小额通货整理法》，面额低于一日元的货币被废止，二十钱硬币与其他小额货币皆退出流通。

## 基本信息
| 版别             | 图案 | 发行年代       | 直径     | 重量  | 材质         | 正面描述                             | 背面描述               | 来源   |
| ---------------- | ---- | -------------- | -------- | ----- | ------------ | ------------------------------------ | ---------------------- | ------ |
| 旭日龙二十钱银币 |      | 1870年－1871年 | 23.333mm | 5.00g | 银80%、铜20% | 龙、国号、年号纪年、面额             | 旭日、菊纹、桐纹、蔓草 | [ 2 ]  |
| 龙二十钱银币     |      | 1873年－1906年 | 22.424mm | 5.39g | 银80%、铜20% | 龙、国号、年号纪年、英文面额         | 面额、菊纹、蔓草       | [ 8 ]  |
| 旭日二十钱银币   |      | 1906年－1911年 | 20.3mm   | 4.05g | 银80%、铜20% | 旭日、樱花、国号、年号纪年、英文面额 | 面额、菊纹、蔓草       | [ 11 ] |

## 铸造量
| 版别             | 币面纪年     | 公元纪年 | 铸造量/枚  | 数据来源 |
| ---------------- | ------------ | -------- | ---------- | -------- |
| 旭日龙二十钱银币 | 明治三年     | 1870年   | 4,313,015  | [ 14 ]   |
| 旭日龙二十钱银币 | 明治四年     | 1871年   | 4,313,015  | [ 14 ]   |
| 龙二十钱银币     | 明治六年     | 1873年   | 6,214,284  | [ 15 ]   |
| 龙二十钱银币     | 明治七年     | 1874年   | 3,024,242  | [ 15 ]   |
| 龙二十钱银币     | 明治八年     | 1875年   | 612,736    | [ 15 ]   |
| 龙二十钱银币     | 明治九年     | 1876年   | 9,200,892  | [ 15 ]   |
| 龙二十钱银币     | 明治十年     | 1877年   | 5,199,731  | [ 15 ]   |
| 龙二十钱银币     | 明治十三年   | 1880年   | 96         | [ 15 ]   |
| 龙二十钱银币     | 明治十八年   | 1885年   | 4,205,723  | [ 15 ]   |
| 龙二十钱银币     | 明治二十年   | 1887年   | 4,794,755  | [ 15 ]   |
| 龙二十钱银币     | 明治二十一年 | 1888年   | 703,920    | [ 15 ]   |
| 龙二十钱银币     | 明治二十四年 | 1891年   | 2,500,000  | [ 15 ]   |
| 龙二十钱银币     | 明治二十五年 | 1892年   | 3,054,693  | [ 15 ]   |
| 龙二十钱银币     | 明治二十六年 | 1893年   | 3,445,307  | [ 15 ]   |
| 龙二十钱银币     | 明治二十七年 | 1894年   | 4,500,000  | [ 15 ]   |
| 龙二十钱银币     | 明治二十八年 | 1895年   | 7,000,000  | [ 15 ]   |
| 龙二十钱银币     | 明治二十九年 | 1896年   | 2,599,340  | [ 15 ]   |
| 龙二十钱银币     | 明治三十年   | 1897年   | 7,516,448  | [ 15 ]   |
| 龙二十钱银币     | 明治三十一年 | 1898年   | 17,984,212 | [ 15 ]   |
| 龙二十钱银币     | 明治三十二年 | 1899年   | 15,000,000 | [ 15 ]   |
| 龙二十钱银币     | 明治三十三年 | 1900年   | 800,000    | [ 15 ]   |
| 龙二十钱银币     | 明治三十四年 | 1901年   | 500,000    | [ 15 ]   |
| 龙二十钱银币     | 明治三十七年 | 1904年   | 5,250,000  | [ 15 ]   |
| 龙二十钱银币     | 明治三十八年 | 1905年   | 8,444,930  | [ 15 ]   |
| 旭日二十钱银币   | 明治三十九年 | 1906年   | 6,550,070  |          |
| 旭日二十钱银币   | 明治四十年   | 1907年   | 20,000,000 |          |
| 旭日二十钱银币   | 明治四十一年 | 1908年   | 15,000,000 |          |
| 旭日二十钱银币   | 明治四十二年 | 1909年   | 8,824,702  |          |
| 旭日二十钱银币   | 明治四十三年 | 1910年   | 21,175,298 |          |
| 旭日二十钱银币   | 明治四十四年 | 1911年   | 500,000    |          |